# دمشق - حلب
دمشق ... حلب (بالإنجليزية: Damascus ... Aleppo)‏ فيلم انتج في سوريا وصدر في سنة 2018.

## عن الفيلم
«عيسى عبد الله» رجل انطوائي (دريد لحام)، يعيش منعزلا عن أحداث الحرب في مدينة دمشق، فيما تقبع ابنته تحت الحصار في حلب، إلى أن يزول الحصار، فيقوم بزيارة ابنته، وهي الزيارة التي يرصد الفيلم من خلالها انعكاسات الحرب على أوضاع وحياة الناس.

## بطولة
- دريد لحام (عيسى عبد الله)
- بسام لطفي
- سلمى المصري (هدى)
- صباح الجزائري (رفاه)
- عبد المنعم عمايري (جلال)
- كندة حنا (دينا)
- شكران مرتجى
- ربى الحلبي (ربا الحلبي)
- نظلي الرواس
- طارق عبدو
- نادين قدور
- أحمد رافع
- علاء قاسم
- بلال مارتيني
- حسن دوبا
- مجد حنا
- عاصم حواط
- ناصر وردياني
- نيرمين شوقي
- فاروق الجمعات
- وفاء العبدالله
- نور رافع
- مهران نعمو
- رشا رستم
- وائل شريفي
- أسامة عكام
- سلمى سليمان
- ربيع جان

## وصلات خارجية
- لا بيانات لهذه المقالة على ويكي بيانات تخص الفن